# Peter Nielsen (fodboldspiller)
 Der er flere personer med dette navn, se Peter Nielsen.
Peter Nielsen (født 3. juni 1968) er en tidligere dansk fodboldspiller.

## Klubkarriere
Peter Nielsen startede sin karriere i sin barndomsklub Fremad Amager, som han var med til gøre til oprykker fra 3. division. Han skiftede til Lyngby Boldklub. Mens han var i Lyngby, blev han udnævnt som Årets Fodboldspiller i Danmark i 1991, og blev i 1992 dansk mester med klubben. 
Efter det danske mesterskab skiftede han i sommeren 1992 til Borussia Mönchengladbach i Tyskland, hvor han spillede indtil 1996. Han opnåede 101 kampe (4 mål) i Bundesligaen for klubben. 
I sommeren 1997 skiftede Peter Nielsen til F.C. København, hvor han spillede indtil 1999. Han blev anfører i FCK, men skiftede i 1999 tilbage til Borussia Mönchengladbach, der siden var rykket i 2. Bundesliga. Peter Nielsen spillede fast på holdet, der i 2001 vendte tilbage til Bundesligaen. Peter Nielsen fortsatte for klubben i 2001/2002 sæsonen, og opnåede i alt 126 kampe i Bundesligaen førend har vendte tilbage til et nyt ophold i FC København i sommeren 2002. Peter Nielsen blev dansk mester igen, da FCK vandt det danske mesterskab i 2002/2003. Peter Nielsen spillede i efteråret 2003 for FCK, og spillede afskedskamp i december 2003, hvorefter han stoppede karrieren som fodboldspiller.

## Landsholdskarriere
Peter Nielsen debuterede for det danske U/21 landshold i 1988. Han opnåede i alt 8 kampe for U/21-landsholdet. 
Han fik sin debut på det danske fodboldlandshold i 1992 og blev samme år udtaget til det landshold, der deltog ved EM i 1992. Her blev han europamester sammen med holdet, men opnåede dog ikke spilletid ved slutrunden. Han opnåede i alt 6 landskampe indtil 1996, hvorefter han tog en pause. I 2001 fik han comeback med yderligere 4 landskampe.

## Trænerkarriere
Efter afslutningen af spillerkarrieren blev Peter Nielsen fodboldtræner, og fungerede i foråret 2004 som cheftræner for B.93. I 2005 tiltrådte han som træner for Kjøbenhavns Boldklubs talenthold og senere som assistenttræner for FCK. Peter Nielsen stoppede som assistenttræner i FCK i 2008. 

## Eksterne links
- Peter Nielsens spillerprofil hos UEFA (engelsk)
- Peter Nielsens spillerprofil i DBU's Landsholdsdatabase
- Peter Nielsens profil hos EU-football.info (engelsk)
- Peter Nielsens spillerprofil på Transfermarkt (engelsk)
- Peter Nielsens trænerprofil på Transfermarkt (engelsk)
- Peter Nielsens spillerprofil på national-football-teams.com (engelsk)
- Peter Nielsens profil hos FootballDatabase.eu (engelsk)
- Peter Nielsens profil hos fussballdaten.de (tysk)
- Peter Nielsens spillerprofil på Soccerway (engelsk)